# Egyszer élünk örökké
Az Egyszer élünk örökké című lemez FankaDeli (Kőházy Ferenc) 18. stúdióalbuma, amely 2013. április 5-én jelent meg. Érdekesség, hogy az albumon található számok közül az első nyolc már a 2012-es évben felkerült a YouTube-ra, a legutolsó pedig már korábban, 2011-ben a Hunok mantrája albumon megjelent, ezúttal új alapot kapott. Hasonlóan a 2009-es Magyar földre-hez a közönség a számok egy részét már ismerhette a megjelenésekor.

## Az album dalai
| #   | Cím                  | Hossz |
| --- | -------------------- | ----- |
| 1.  | Munkát keresek       | 9:02  |
| 2.  | El innen rablók      | 4:13  |
| 3.  | Születésnapomra      | 5:14  |
| 4.  | A piros ruhás nő     | 5:12  |
| 5.  | Száműzött emigráns   | 7:15  |
| 6.  | Át a kéményen        | 3:57  |
| 7.  | Szabadság            | 3:29  |
| 8.  | Fújd el a felhőket   | 4:59  |
| 9.  | Érzem                | 3:43  |
| 10. | Vándor               | 4:20  |
| 11. | Valahol benned él    | 5:14  |
| 12. | Nevet az Isten       | 4:51  |
| 13. | Egyszer élünk örökké | 4:10  |
| 14. | Van egy hely         | 4:13  |